# ヘイト本
ヘイト本（ヘイトほん、ヘイトぼん）とは、特定の傾向を持つ書籍に対する呼称のひとつ。何をヘイト本とするかについて統一された見解はない。

## 定義、内容
日刊SPA!によれば、「ヘイト本」は、タイトルや帯の文章が異様に長く、内容は中国と韓国（特に韓国）への批判や嫌悪が中心である。
「ヘイトスピーチと排外主義に加担しない出版関係者の会」の岩下結は「ヘイト本は形として韓国や中国の政府批判であるかもしれない。でもその背景には人種的偏見があり、多くは『韓国人、中国人とはこういうやつらだ』という言い方になっている。ヘイトスピーチの温床をこうした本が、かなり広げている」「負の感情をあおるタイトルは『冷静な議論ではない』と自ら宣言しているようなもの。建設的な批判をしたいなら、そうした体裁を取るべきではない」と主張している。また、ころから代表の木瀬貴吉は「タイトルでこそ決まります。タイトルのみで決まると言い切っていいです」と主張している。
宮城佑輔によると、「ヘイトスピーチと排外主義に加担しない出版関係者の会」は「排外的装い」を持った近年の出版物を「ヘイト本」と総称して問題視しているといい、「ヘイト本」の源流として山野車輪の『マンガ嫌韓流』といった著作が挙げられるという。
永江朗によれば、「中国や韓国、および同国にルーツをもつ人々への憎悪をあおる本。嫌中嫌韓本、反中嫌韓本」を「ヘイト本」とも言うといい、「差別を助長し、少数者への攻撃を扇動する、憎悪に満ちた本」で「嫌韓反中本」と呼ばれることもある。
大泉実成らによる「さらば、ヘイト本! 嫌韓反中本ブームの裏側」（ころから）では「ヘイト本」を「よその国を十把ひとからげにし、他民族を嘲笑したり、民族差別や排外主義を煽る本」「人種的差別撤廃条約の第4条（b項）にあたる人種差別を助長し及び扇動する宣伝活動にあたる書籍」と定義している。岩下結は「ヘイト本」という呼称について、「ヘイトスピーチと後述の嫌韓・嫌中本ブームが一続きのものとして認知されるようになってきた」と主張している。
木瀬貴吉、木村元彦、清水檀らは「事実を捻じ曲げた上で差別を扇動するようなあからさまなヘイトは減る」が「一見、学術的に裏付けられたようで実はナショナリズムを煽る、いわば『綺麗なヘイト』は増えるのではないか」と危機感を募らせた。
一方で木瀬貴吉は「嫌韓本」や「ヘイト本」について「だれもが納得する基準はありません」とも書いている。

### 定義への異論・反論
山野車輪は「『反差別』団体を自称する一部の反社会的な人たちは、韓国を批判する者に対して『レイシスト』『ヘイトスピーチ』などとレッテルを貼ったり、韓国を批判する本を『ヘイト本』などと一方的に決めつけて、書店に対して店頭から撤去するように抗議したり、さらには図書館にまで圧力をかけようとするなど、思想警察気取りで言論封殺活動に勤しんでいるのです。」と述べた。
宮城佑輔は、行動保守らへの批判者は東アジア3か国（中国、韓国、北朝鮮）に対する批判的著作群を「ヘイト本」と呼称しているが、こういった安易なラベリングは多様な保守メディア内の差異を捨象しかねない、と述べている。
ケント・ギルバートは「私が2017年に出版した(ギルバート 2019)は、ジャーナリストの青木理氏に『究極のヘイト本』というお褒めの言葉をいただきました。部分的でしょうけれども読んでいただいて、すごく嬉しかったですね。おかげでその後、また売れました。」。「左派の人々は、日本に対する誹謗中傷には沈黙し、中国や韓国・北朝鮮に対する批判は、何でもかんでも『ヘイト』と言うんです。自分たちが一般国民に今まで隠していた、知られたくない事実が暴かれると『ヘイト』だと言う。」と述べた。
ジャーナリストの石橋毅史はマイケル・ムーアの「アホでマヌケなアメリカ白人」について、「著者がアメリカ人ということもあるが」と条件を付けた上で、「差別的だという批判が挙がった記憶はないし、僕自身はそうは思わない」とヘイト本との評価に否定的見解を示した。その一方でタイトルについて「アメリカ白人」を「朝鮮民族」とか「中国人」に変えた場合は、「著者が朝鮮民族又は中国人か否か」という条件を付けることなしに日本が中韓を植民地や占領地としていた等の歴史的経緯から「ヘイトのにおいがする。そして、実際にそうなるだろう」とヘイト本との評価になりうる見解を示した。

## ヘイト本を巡る議論
永江朗は、著書(永江朗 2019)の中で下記のように述べている。
ヘイト本は「嫌韓反中本」と呼ばれることもありますが、これだけでは誤解が生じる恐れがあります。中国や韓国を批判する本とヘイト本とは違います。
中国政府の政策や中国共産党への批判、あるいは毛沢東についての批判などは、どういう立場で書かれたものであれ、それは重要です。韓国についても、政権や政策や個々の政治家を批判することはいい。サムスンやLGなど企業の活動を批判するのも問題はないと思います。しかし中国政府や韓国政府と、中国人一般・韓国人一般を同一視するのは間違っているし、ましてや中国や韓国にルーツをもつ人を攻撃するのも間違っています。なにかを批判し攻撃する本が、すべて「ヘイト本」になるわけではない。たとえば安倍政権や安倍晋三を批判したからといって、それを「安倍ヘイト本」とはいわない。なぜなら、そこで批判しているのは安倍政権の政策であり安倍晋三の思想であるからです。安倍政権や安倍晋三個人への差別を助長し、攻撃を扇動するものではない。批判とヘイトは違います。
「その人の意思では変えられない属性性別・民族・国籍・身体的特徴・疾病・障害・性的指向などを攻撃することばは、批判ではなく差別です。
ジュンク堂難波店店長の福嶋聡は「書店と民主主義: 言論のアリーナのために」において、書店は「言論のアリーナであるべき」と主張しヘイト本について下記のように述べている。
ある言説を批判しようとすれば、相手の言っていること、書いていること、考えていることを知らなければならないのは当然である。
その影響がどのような形で、どのような大きさで現れているかを知ることも必要である。
対抗する思想を載せた書物を抹殺・排除することは、有効な反論をむしろ不可能にし、そうした思想を持つ人、共鳴する人が実際にいるという事実を隠しつつ温存してしまう。
本を出すということは、公の場に出てくること、議論をぶつけ合う闘技場に出て来てくれるということなのだ。批判する側にとって、むしろ歓迎すべきことなのである。
福嶋聡は「パンデミック下の書店と教室」において、こうも述べている。
それでも、ぼくは「ヘイト本」を店頭から排除しません。「ヘイト本」を「ヘイト本」たらしめているのが「排除の思想」であるなら、みずからも同じ排除の構えを取りたくないからです。
そうした本がこの社会に存在するのは、そうした本を好む読者がいるからです。その事実を覆い隠して「心地よい」空間をつくっても、その事実そのものがなくなるわけではありません。「決して心地よいものでない」空間、それを成立させている社会的な現実を真正面から見据えて、排除の思想に議論・反論をぶつけていくことが大切だと思うのです。
その議論・反論について考える媒体となるのは、やはり本です。本と本をぶつけ合い、書店を「言論のアリーナ(闘技場)」とすること、そしてその〈闘技〉に、訪れた客を巻き込んでいくことが大切だと思うのです。

## 書店における「ヘイト本」の扱い
「ヘイトスピーチと排外主義に加担しない出版関係者の会」の岩下結によれば、書店における「ヘイト本」の販売は2012年から顕著になり、2016年のヘイトスピーチ解消法の施行により一旦沈静化したが、翌2017年から再び急増している。
ヘイト本批判論者は、取次や報奨金や見計らい配本等の書籍の出版・流通システムから書店の意思とは離れてヘイト本が本として平積みにされるシステムがあるとし、ヘイト本を置きたくないとする書店の意思が強く反映される仕組みにすべきと主張している。

## 言論、出版の自由との関係
2015年5月23日に開催された出版社ころから主催のトークショー「さらば、ヘイト本！」にて、木村元彦は韓国を専門とした政治学者木村幹の著書を「きれいなヘイト」と述べた。それに対し、木村幹は「基本的には自分の著作は、一定のデータに基づいたアカデミックなものなので、もし問題があれば、きちんと指摘してもらわないとどうしようもない。」と述べて反論している。
2015年3月25日には対レイシスト行動集団が、『嫌韓流』や『外国人参政権は、要らない』の図書館での閉架措置を主張したが、図書館は「図書館の自由に関する宣言」で「すべての検閲に反対する」を掲げているため、これまでも論争が繰り返されてきており、日本図書館協会内の「図書館の自由委員会」の西河内靖泰委員長は「右も左もどっちもどっちで学習能力がありませんね。双方の主張を比較することで、市民はよりわかりやすくなります。ですから、図書館はヘイト本と反ヘイト本を並べて置くべきと主張したほうがよいのではないでしょうか。ついでに"と学会"の本も置いておけば、よりわかりやすいでしょう」と述べた。
山野車輪は「左翼全盛期の反日が蔓延っていた時代は、本多勝一や吉田清治などの日本人への『ヘイトスピーチ』が満載された本が堂々と売られてベストセラーになっていましたが、保守系団体などが書店や図書館に対して言論封殺活動を行ったという話は聞いたことがありません。」と述べた。
昼間たかしは「『ヘイト本』とレッテル貼りをして、売ることや出版することまでも阻止することは、やがて自分たちの身に跳ね返ってくるだろう。」と述べた。

## 関連した事件
2018年9月18日に発売された「新潮45」10月号では、自民党の杉田水脈衆院議員がLGBT批判として「子供を作らない、つまり『生産性』がない」とした。その結果、新潮社前で反対デモが行われた。結果として「新潮45」は廃刊となっている。
この過程で、2018年9月23日に新潮社の看板に『「あのヘイト本、」Yonda?』とラクガキがされ、これは器物損壊罪に該当する可能性がある。

## 海外の事例、議論
ヘイト本は日本特有の表現であるが、同じような分類の書籍は国によっても事情が異なる。実際の問題として、反中・反共という基準に限って見れば、香港の銅鑼湾書店で販売されていた禁書に見られるように、独裁国家による人権侵害批判や体制批判などを含んだものが存在するからである。なお、香港や台湾で出版された反中本や禁書の多くは、日本語での出版がなされていない。香港では、中国政府からの締め付けや取り締まりが厳しくなる2010年代前半までは、中国大陸で出版が禁じられた書籍が流通する光景が見ることができた。また、本のタイトルでは中国の民主活動家の余杰が書いた「卑賤的中國人」は「愚かな中国人」、柏楊の「醜陋的中國人」は「醜い中国人」である。これには、中国人の考え方そのものが中国民主化を阻んでいるという批判が込められている。
中国共産党によるオーストラリアへの浸透策について議論した"Silent Invasion: China's influence in Australia（『サイレント・インベージョン ～オーストラリアにおける中国の影響～』）"では、著者のクライブ・ハミルトンは、左派から人種差別とは言われないよう表現には気を使ったという。それでもなお、『見えない手 中国共産党は世界をどう作り変えるか』で語ったところによればハミルトンは人種差別主義者であると批判する声が挙がり、EメールやTwitterでの攻撃やSNSのパスワードを盗み取ろうとする嫌がらせを受け、とくにそれが白人のオーストラリア人のものであったという。クライブ・ハミルトン自身が左派であり、中国が民主主義システムを妨害しようとすることへの批判から「目に見えぬ侵略」を書いたので、この反応には失望したという。
アメリカも、国内における中国脅威論を背景として、ロバート・スポルディングの"Stealth War: How China Took Over While America's Elite Slept"や、マイケル・ピルズベリーの"The Hundred-Year Marathon"（邦題：China 2049）といった反中本が発売された。